# Trappentreutunnel

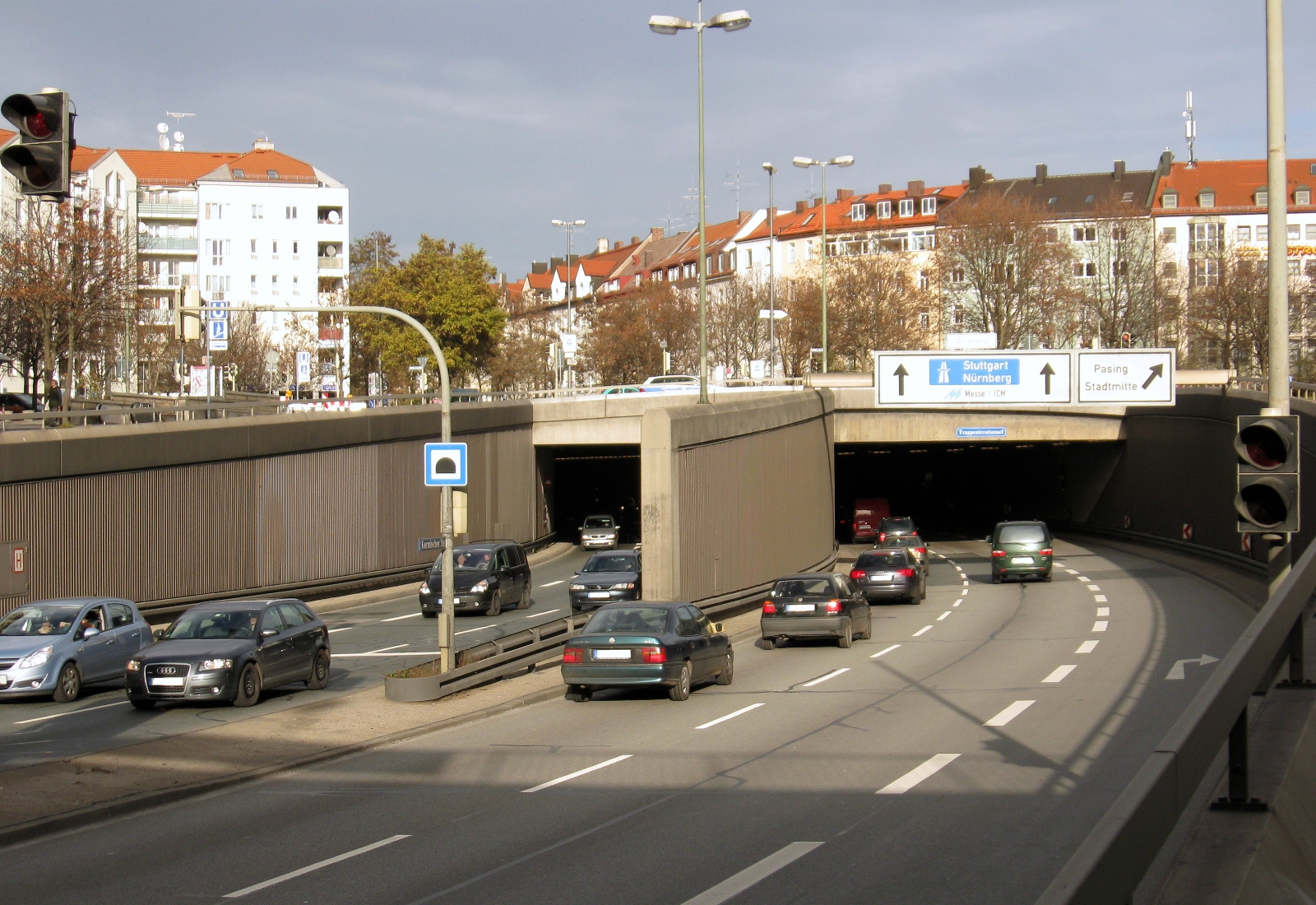
Der südliche Tunnelmund

Der Trappentreutunnel ist ein Straßentunnel im Südwesten Münchens und Teil der Trappentreustraße bzw. des Mittleren Rings (B 2R).

## Lage
Der Trappentreutunnel mit zwei getrennten Röhren läuft unterhalb der Trappentreustraße und befindet sich etwa drei Kilometer westlich vom Münchner Stadtzentrum entfernt im Stadtbezirk Schwanthalerhöhe, Stadtteil Westend. Er folgt einer Nord-Süd-Achse. Durch den Tunnel fahren bis zu 135.000 Kraftfahrzeuge pro Tag. Er hat pro Röhre zwei Hauptfahrspuren und eine Nebenfahrspur zum Ab- und Auffahren auf die nach dem Tunnel befindlichen Rampen.

## Verlauf
Aus Richtung Donnersbergerbrücke und dem Stadtbezirk Neuhausen-Nymphenburg kommend beginnt der Trappentreutunnel auf der Höhe der Westendstraße. Direkt am Tunnelportal befinden sich die Auf- und Abfahrten zur Landsberger Straße, die Parallelstraße zur Bahnstrecke. Das Tunnelstück der gleichnamigen und der durch ihn verkehrsberuhigten Straße endet unmittelbar südlich des Heimeranplatzes. Die Straße geht dort in die Garmischer Straße in Richtung Sendling-Westpark über.

## Geschichte
Mit dem Bau des Mittleren Rings Ende der 1960er und Anfang der 1970er Jahre durchschnitt dieser zum Teil achtstreifig gebaute Ring das Stadtviertel. Um Abhilfe zu schaffen, prüfte die Stadt mehrere Varianten. Unter anderem bestand die Option, den Mittleren Ring über Brücken über die Landsberger Straße und die Bahntrasse am Heimeranplatz an die Garmischer Straße zu führen. Davon zeugen noch die Brückenpfeiler an der Südseite der Donnersbergerbrücke. Die Stadt entschied sich aber für den Bau eines Tunnels unter der Trappentreustraße.
Baubeginn war der 1. Februar 1980. Am 16. Oktober 1983 wurde der Trappentreutunnel Fahrtrichtung Nord für den Verkehr freigegeben, die Röhre in südlicher Fahrtrichtung folgte am 27. April 1984.
Nach etwa 30-jähriger Nutzungsphase wurden 2014/2015 umfassende Sanierungsarbeiten an Bauwerk und Sicherheitstechnik durchgeführt.

## Technik im Tunnel und Tempolimit
Anfang Juli 2016 wurde im Trappentreutunnel eine Verkehrsbeeinflussungsanlage mit LED-Anzeigen in Betrieb genommen. Diese sind im Norden bis auf die Donnersbergerbrücke und im Süden bis zur anschließenden Garmischer Straße angebracht. Mit der Verkehrsbeeinflussungsanlage wird das Tempolimit der aktuellen Verkehrsbelastung angepasst. Bei normaler Verkehrsbelastung liegt die Höchstgeschwindigkeit bei 60 km/h.
Der Tunnel erhielt außerdem neue Sicherheitstechnik.

## Namensgeber
Der Tunnel ist benannt nach der über ihm liegenden Straße; diese wiederum nach Johann Baptist Trappentreu. Trappentreu war bekannt für seine großzügigen Armenspenden. Neben Bedürftigen in München spendete er auch nach Afrika und Palästina.